# Baseball Park
Le Barbagallo Baseball Park est un stade de baseball situé à Thornlie près de Perth en Australie-Occidentale (WA).
Le Perth Heat en est le club résident depuis 2010.

## Histoire
Construit en 2004 avec une capacité de 500 places assises et 3500 debout, le Baseball Park de Perth est le premier stade entièrement destiné au baseball à Perth depuis la démolition du Parry Field au milieu des années 1990. 
Il accueille les rencontres de la Claxton Shield dont le club résident est l'équipe du Western Australia. 
En 2007, le stade est agrandi en préparation du retour de la Ligue australienne de baseball. Plus de places assises sont aménagées et les locaux sont agrandis. 
En 2010, un panneau de scorage électrique ainsi que de nouvelles améliorations sont apportées peu après la fin de la dernière Claxton Shield 2009-2010 avant la première saison de la re-formée ABL. Une clôture de champ extérieur, des terrasses et une zone de scorage et de suivi des matchs sont construites. 
En février 2011, le stade accueille la finale de la Ligue australienne de baseball 2010-2011 que le club résident, le Heat, remporte en battant le record d'affluence avec 3 074 spectateurs.